# イワレンゲ属
イワレンゲ属（イワレンゲぞく、学名：Orostachys）は、ベンケイソウ科の属の1つ。

## 特徴
多肉の多年草であるが、開花すれば枯死する一稔性植物。花後に葉腋から腋芽や走出枝をだして繁殖する。地下に根茎はない。根出葉は顕著なロゼット状に開き、葉を密生させる。葉に葉柄がなく、葉の先端が歯牙状または針状にとがることがある。ロゼットの中央の軸部分が円錐状に伸長して花茎になり、多数の花を密につける。花序には葉状の苞がつき、花柄の基部に小苞がある。短日性で、秋咲き。花序の下の方から順に咲いていく。萼は緑色の肉質で、裂片は5個で基部で合生する。花弁は5個で、白色、まれに紅色または黄色をおび、花弁全長の基部の4分の1ほどが合生する。雄蕊は2輪で10個あり、葯は2室で底着し、縦に裂ける。雌蕊は5個でほぼ離生し、子房の基部は柄状に細まり、背面に蜜腺がある。果実は5個の袋果になり、子房は花時と変わらない形状をしている。種子は楕円形で長さ約1mmになる。

## 分布
ウラル山脈以東のシベリア、中国大陸、朝鮮半島から日本にかけて分布する。

## 生育環境
分布地の内陸部または海岸部の岩上に生育する。建物の屋根上に生えるものもある。

## 名前の由来
属名 Orostachys は、ギリシャ語でOros「山」とStachys「穂」による合成語で、「山に生え、穂状花序であること」からによる。

## 種
この属に属する種は、The Plant List, Orostachys では12種、日本の植物学者大場秀章は、『改訂新版 日本の野生植物 2』では一部の種を変種やその他の属として扱い、8種あるとしている。

### The Plant Listによる種
（学名 - 分布地）
- Orostachys aggregate (Makino) H. Hara
- Orostachys cartilaginea V.N.Boriss. - 中国大陸
- Orostachys chanetii (H.Lév.) A.Berger - 中国大陸
- Orostachys fimbriata (Turcz.) A.Berger - 中国大陸、朝鮮半島、モンゴル、ロシア
- Orostachys iwarenge Hara
- Orostachys japonica A.Berger - 中国大陸、日本、朝鮮半島、ロシア
- Orostachys malacophylla (Pall.) Fisch. - 中国大陸、日本、朝鮮半島、モンゴル、ロシア
- Orostachys minuta (Kom.) A.Berger - 中国大陸、朝鮮半島
- Orostachys paradoxa (Khokhr. & Vorosch.) Czerep.
- Orostachys sikokiana (Makino) Ohwi
- Orostachys spinosa (L.) Sweet - 中国大陸、朝鮮半島、モンゴル、ロシア
- Orostachys thyrsiflora Fisch. - 中国大陸、カザフスタン、モンゴル、ロシア

### 『日本の野生植物』による、日本に分布する種
ツメレンゲ節 Sect. Appendiculatae - 葉先がガラス質となり、短針状突起がある。
- ツメレンゲ Orostachys japonica (Maxim.) A.Berger[4] - ロゼットの葉は披針形で、先端に短針状突起がある。夏のロゼットは径12cmになる。花茎は高さ8-30cmになり、花弁は白色。本州の関東地方以西、四国、九州、朝鮮半島、中国大陸（東北部）に分布する。日当たりよ良い岩上や屋根上に生育する[1]。準絶滅危惧（NT）（2017年、環境省レッドリスト）。
  - ヤツガシラ Orostachys japonica (Maxim.) A.Berger f. polycephala (Makino) H.Ohba[5] - 古くから園芸種として各地で観賞用に栽培されてきたもので、多数の腋生枝をだす品種。「八頭」として園芸的に珍重されている[1]。

イワレンゲ節 Sect. Orostachys - ガラス質が発達せず、葉先に針状突起がない。
- ゲンカイイワレンゲ Orostachys malacophylla (Pall.) Fisch. var. malacophylla[6] - ロゼットの葉は長楕円形または長楕円状さじ形で、先端は鈍頭または円頭になる。ロゼットは径10cmになり、花茎は高さ10-20cmになる。日本の九州北部と対馬、朝鮮半島、中国大陸（東北部）、ロシアの沿海地方・サハリンなど、日本海沿岸地域に広く分布する[1]。絶滅危惧II類（VU)（2017年、環境省レッドリスト）。
  - アオノイワレンゲ Orostachys malacophylla (Pall.) Fisch. var. aggregeata (Makino) H.Ohba[7]; Syn. Orostachys aggregeata (Makino) H.Hara - ロゼットの葉は扁平、倒卵状披針形から楕円形、先端は鈍頭から円頭になる。ロゼットは径1.5-3cm、花茎は高さ10cmになり、白色の花をつける。葯は赤紫色。南千島、北海道、本州の東北地方、ロシア沿海地方、サハリンに分布する。海岸の岩上に多いが内陸部の岩上にも生育する[1]。
    - ウスベニレンゲ Orostachys malacophylla (Pall.) Fisch. var. aggregeata (Makino) H.Ohba f. rosea (Sugaya) H.Ohba[8] - 花弁や葯が淡紅色になるアオノイワレンゲの品種[1]。

  - イワレンゲ Orostachys malacophylla (Pall.) Fisch. var. iwarenge (Makino) H.Ohba[9]; Syn. Orostachys iwarenge (Makino) H.Hara - ロゼットの葉は倒卵状披針形、先端は鈍頭から円頭になる。ロゼットは径10cm、花茎は高さ10-20cmになり、白色の花をつける。アオノイワレンゲに似るが、全体に白緑色。葯は黄色。日本固有種。本州の関東地方以西、九州に分布する。海岸の岩上や屋根上に生育する[1]。絶滅危惧II類（VU)（2017年、環境省レッドリスト）。
  - コモチレンゲ（レブンイワレンゲ）Orostachys malacophylla (Pall.) Fisch. var. boehmeri (Makino) H.Hara[10]; Syn. Orostachys boehmeri (Makino) H.Hara - ロゼットの葉は倒卵形から倒披針形、先端は鈍頭から円頭になる。ロゼットは径2-4cm、花茎は高さ3-6cmになり、白色の花をつける。イワレンゲに似るが、全体に小型。葯は汚淡紅色。日本固有種。北海道の函館、日高、礼文島に布する。海岸の岩上に生育する[1]。